# Atari Transputer Workstation
O Atari Transputer Workstation (também conhecido como ATW-800 ou simplesmente ATW) foi um computador de classe Estação de trabalho lançado pela Atari em 1989. Ele foi introduzido em 1987 com o nome Abaq, Porém, o nome Abaq já estava sendo usado na Europa, então, o nome foi alterado antes do início das vendas. As vendas foram quase inexistentes, e o produto foi cancelado logo após algumas centenas de unidades foram produzidas.

## História[2]
Em 1987, as empresas irmãs britânicas Perihelion Software e Perihelion Hardware assinaram um acordo com a Atari Corporation para o desenvolvimento de um sistema baseado no Inmos T-800 com um subsistema baseado no Motorola 68000. 
O computador foi introduzido pela primeira vez na COMDEX em 1987 com o nome Abaq. Logo foi descoberto que o nome "Abaq" já estava sendo usado na Europa, então o nome foi alterado para ATW-800. No total, apenas 350 máquinas foram fabricadas.

## Sistema operacional
O Sistema operativo usado pelo computador é o HeliOS, que foi desenvolvido pela Perihelion e é baseado em Unix.

## Galeria

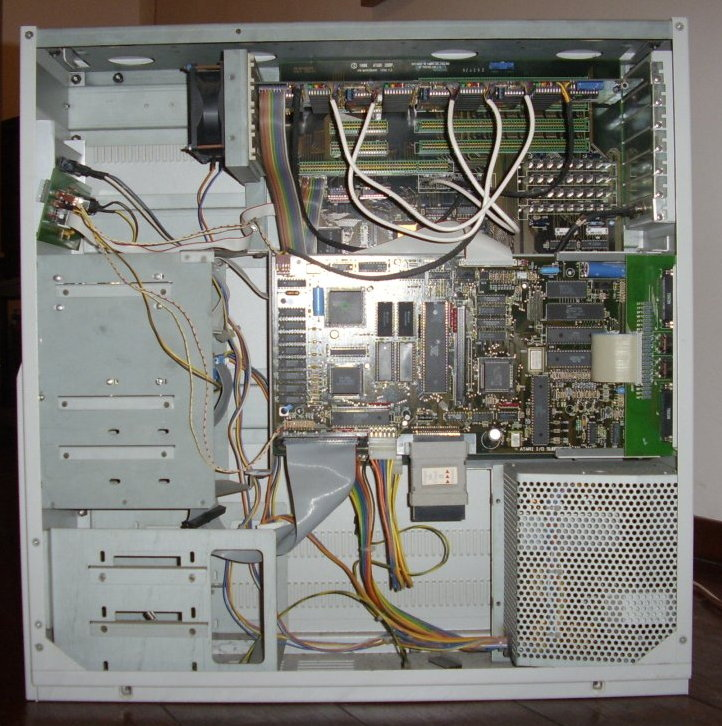
Visão do interior do ATW.
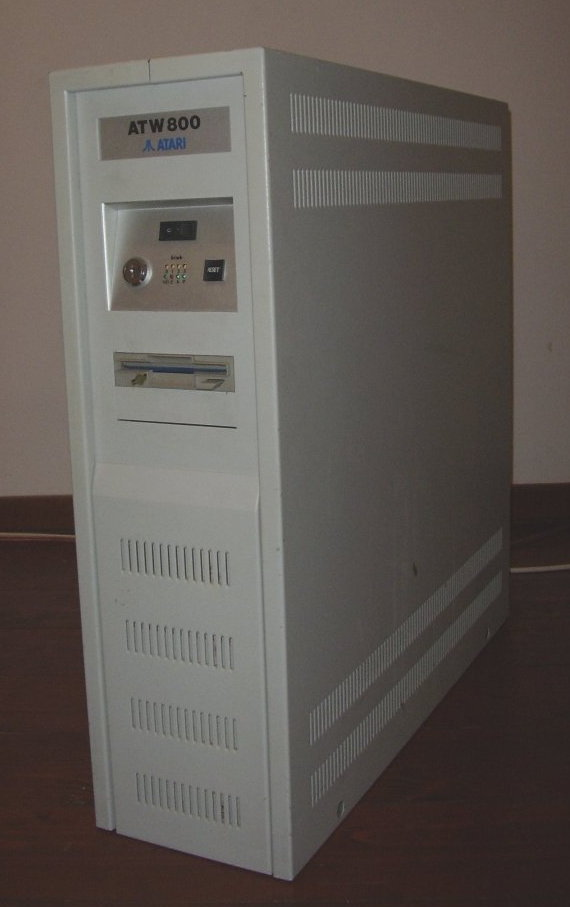